# CFF Tm 235
Le Tm 235 est un véhicule ferroviaire de chantier à deux essieux des Chemins de fer fédéraux suisses (CFF) du type Robel Bamowag (abréviation de Bahnmotorwagen, « automoteur ferroviaire ») 54.22 pour les travaux d'entretien de la voie. Construite en 15 exemplaires au début des années 90, la série a été retirée du service au milieu des années 2000.

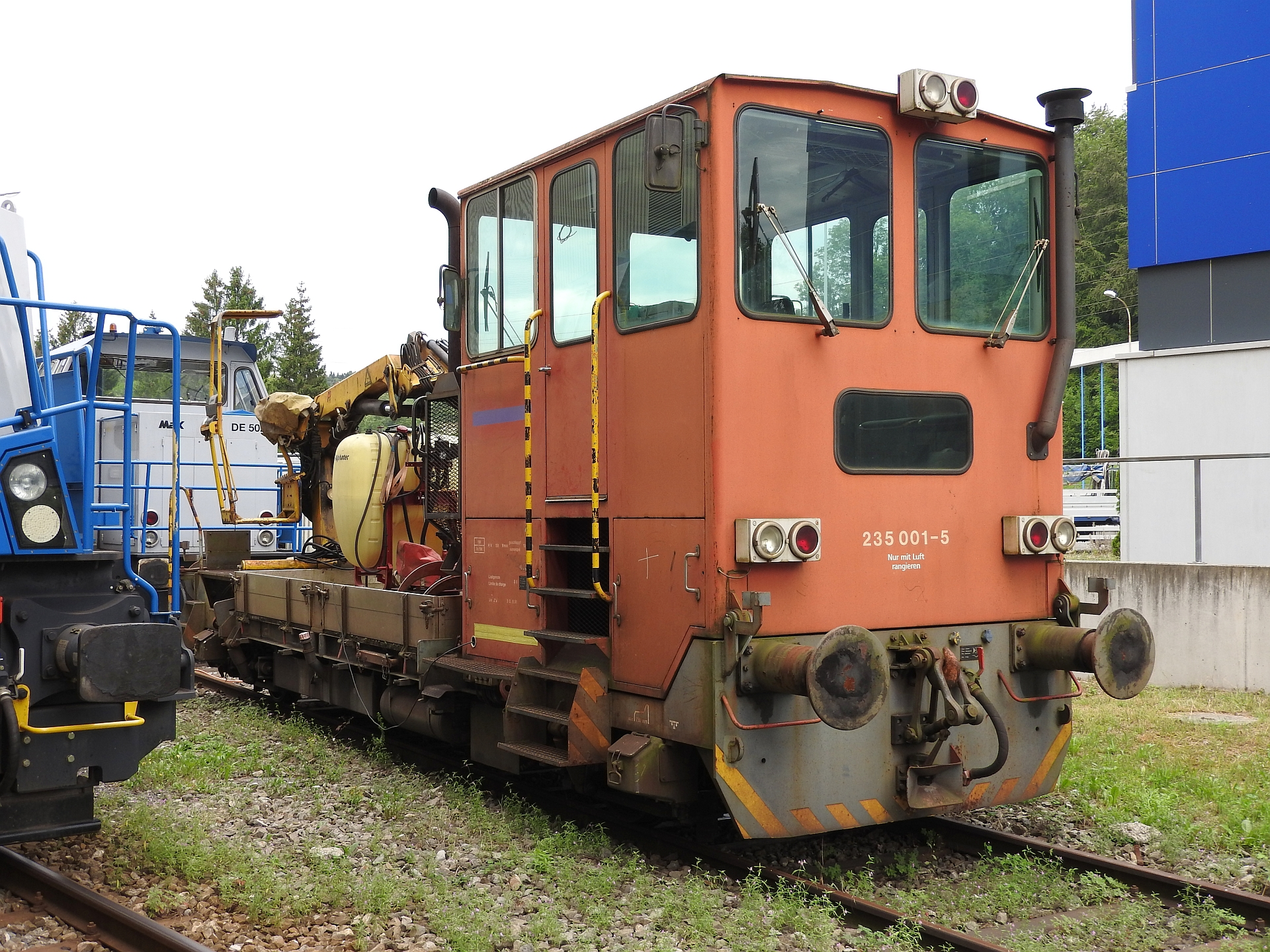
Le Tm 235 001 de Panlok à Emmenbrücke en 2016

## Livraisons
Ce type de véhicule correspond aux Rottenkraftwagen (de) allemands de type Klv (Kleinfahrzeug mit Verbrennungsmotor, « petit véhicule avec moteur à combustion ») et constitue un développement de la série Klv 53 (de) de la Deutsche Bundesbahn (DB).
La série fut produite à 15 exemplaires entre 1991 et 1992 par l'entreprise Robel Bahnbaumaschinen (de) de Freilassing et numérotée selon la nouvelle désignation de type (introduite en 1988 et révisée une nouvelle fois au moment de la livraison) Tm 235 000 à Tm 235 014. Dans la version révisée, ce numéro de série (troisième et quatrième chiffres) fut attribué au BLS, mais les Tm 235 conservèrent leurs numéros d'origine jusqu'à leur retrait du service.
Un véhicule presque identique fut livré en 1993 à la compagnie allemande AKN à Kaltenkirchen, où il fut désigné comme Klv 2. Il avait cependant un pont basculant plus moderne, en acier et à deux côtés.

## Aspects techniques
Le moteur principal du Tm 235 développe une puissance de 368 kW, sa vitesse maximale étant de 80 km/h (100 km/h lorsque le véhicule est remorqué), ce qui ne gêne pas l'exploitation régulière lors de transferts. Le moteur entraîne les deux essieux via une transmission hydrostatique. La surface de chargement est équipée d'une grue hydraulique avec une charge de levage maximale de 8 tonnes.
La désignation d'usine 54.22 est utilisée pour une gamme de véhicules ferroviaires qui, une dizaine d'années plus tard, furent modernisés et rendus plus performants – notamment avec une cabine de conduite climatisée – pour être produits en plus grandes séries, par exemple pour des chemins de fer privés suisses comme le Bern-Lötschberg-Simplon-Bahn (BLS), les chemins de fer fédéraux autrichiens (ÖBB) et la Deutsche Bahn (DB),.

## Service actif et retrait
Acquis par le biais d'une procédure de leasing, les 15 véhicules furent affectés à CFF Infrastructure dès 1999, à l'occasion de la scission des CFF en plusieurs divisions. La réduction du trafic marchandises qui en découla rendit de nombreux tracteurs de chantier superflus. En effet, n'étaient plus exigés que des véhicules capables de tracter des trains à 80-100 km/h et d'emporter plusieurs wagons chargés. Les véhicules moins puissants, qui étaient généralement affectés aux différentes équipes de construction ou aux gares, furent subséquemment presque tous mis au rebut après 1999. La série des Tm 235 n'y échappa pas et fut retirée du service entre 2002 et 2007.
Aux CFF, le Tm 235 constituait une petite série de véhicules spéciaux et le commanditaire n'avait pas été impliqué dans la conception, ce qui entraîna quelques insuffisances. Lors de la commande de véhicules suivante, le choix se porta donc sur le Tm 234 de fabrication suisse.
Retiré du service en septembre 2007, le Tm 235 001 fut repris par la société Panlok à Emmenbrücke, qui assure le trafic d'usine de l'aciérie locale, où il est toujours en service de nos jours. Les 14 autres véhicules furent probablement démolis.